# Franco Farinelli
Franco Farinelli és un geògraf italià nascut a Ortona el 1948. És professor a la Universitat de Bolonya, director del Departament de Filosofia i comunicació de la mateixa universitat i president de l'Associazione dei Geografi Italiani. Ha impartit classes a la Universitat de Ginebra, a Estocolm (Nordic Institute for Urban and Regional Planning), a Los Angeles (UCLA), a Berkeley (UCB) i a la Sorbona de París. Els seus estudis han renovat la història de la geografia i la cartografia i l'ha situat al centre de la cultura occidental. Per mitjà d'un discurs ampli i transversal, Farinelli ha posat de manifest les complexes i ambivalents relacions que les representacions geogràfiques del món han mantingut amb l'economia, la política, la societat i, evidentment, amb el territori. Per a Farinelli, la cartografia ens explica per què el món és com és i, alhora, per què ja no ens serveix actualment per entendre’l. Ha publicat diversos llibres com Geografia. Un'introdizione ai modelli del mondo (2003), L'invenzione della Terra (2007) i La crisi della ragione cartografica (2009).